# Kia KX3

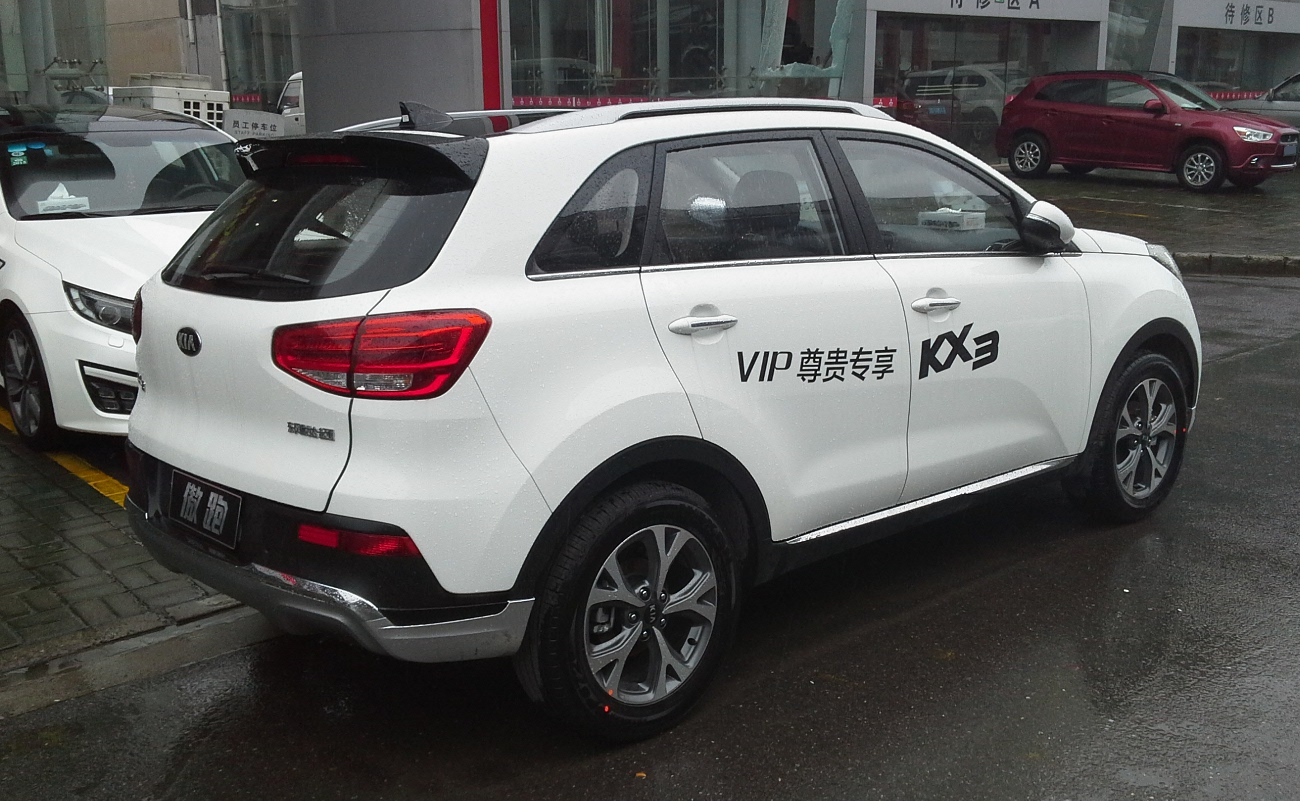
Kia KX3

Le Kia KX3 est un SUV de la marque sud-coréenne Kia Motors produit par la coentreprise Dongfeng Yueda Kia pour le marché chinois. Il a été commercialisé en mars 2015. Il est basé sur la plateforme du Hyundai ix25 et est équipé d'un moteur 1,6L atmosphérique ou turbocompressé.